# Sikkim Janata Parishad
Sikkim Janata Parishad (Sikkims Folkförening), politiskt parti i den indiska delstaten Sikkim lett av N.B. Bhandari. SJP vann valet 1979, då det fick 22 776 röster (31,49%) och vann 17 mandat (hade kandidater i 31 av 32). Bhandari blev chefsminister. 1981 gick SJP samman med Kongresspartiet. 1984 bröt dock Bhandari med Kongresspartiet, och bildade Sikkim Sangram Parishad.